# Polyssajewo
Polyssajewo (russisch Полысаево) ist eine Stadt in der russischen Oblast Kemerowo (Westsibirien) mit 27.624 Einwohnern (Stand 14. Oktober 2010).

## Geografie
Die Stadt liegt im zentralen Teil des Kusbass, etwa 140 km südlich der Oblasthauptstadt Kemerowo und nur 5 km südöstlich von Leninsk-Kusnezki, am Fluss Inja. Das Klima ist kontinental.
Die Stadt Polyssajewo ist der Oblast administrativ direkt unterstellt. Der Stadt sind zwei Dörfer mit zusammen 3124 Einwohnern untergeordnet, sodass die Gesamteinwohnerzahl der administrativen Einheit „Stadt Polyssajewo“ 30.966 beträgt (Berechnung 2009).
Polyssajewo liegt an der auf diesem Abschnitt 1926 eröffneten Eisenbahnstrecke von Jurga an der Transsibirischen Eisenbahn nach Nowokusnezk. Seit 1934 führt von der wenige Kilometer südlich gelegenen Station Projektnaja (Проектная) eine Bahnstrecke nach Nowosibirsk.

## Geschichte
Polyssajewo entstand 1952 als Bergarbeiter-Siedlung städtischen Typs, die von der Stadt Leninsk-Kusnezki verwaltet wurde. Zum 30. Oktober 1989 wurde der Ort von Leninsk-Kusnezki abgetrennt und erhielt selbständiges Stadtrecht.

### Bevölkerungsentwicklung
| Jahr | Einwohner |
| ---- | --------- |
| 1959 | 30.909    |
| 1970 | 31.083    |
| 1979 | 26.190    |
| 1992 | 32.600    |
| 2002 | 28.151    |
| 2010 | 27.624    |

Anmerkung: außer 1992 Volkszählungsdaten

## Wirtschaft
Neben der Steinkohlenförderung mit den Schächten Oktjabrskaja (Октябрьская) und Polyssajewskaja (Полысаевская) und dem Tagebau Mochowski (Моховский) ist die Baustoffwirtschaft mit einem Werk für Betonfertigteile vertreten.

## Söhne und Töchter der Stadt
- Artjom Schmurko (* 1985), Skilangläufer